# Eulasiona fumator
Eulasiona fumator is een vliegensoort uit de familie van de sluipvliegen (Tachinidae). De wetenschappelijke naam van de soort is voor het eerst geldig gepubliceerd in 1958 door Reinhard.